# Doraemon - Il film
Doraemon - Il film (STAND BY ME ドラえもん?, Stand By Me Doraemon, lett. "Stammi vicino, Doraemon") è un film del 2014 diretto da Takashi Yamazaki e Ryūichi Yagi.
Si tratta del trentacinquesimo film d'animazione di Doraemon, primo in CGI, l'unico a non essere associato a una delle serie animate televisive e il primo ad essere uscito al cinema al di fuori del Giappone.
Il film si propone come un remake prendendo spunto dal primo capitolo del manga Mirai no kuni kara harubaru to (Un aiuto dal futuro) e da altre sei delle storie più famose del manga tra cui  Sayonara, Doraemon (Ciao Doraemon) e Nobita no kekkonzenya (La notte di Nobita prima del matrimonio).
La pellicola approfondisce l'amicizia tra Doraemon e Nobita. 

## Trama
Nobita Nobi è un ragazzo sfortunato: si alza tardi e arriva in ritardo a scuola, non svolge i compiti a casa, prende brutti voti e viene continuamente tormentato dai bulli Gian e Suneo; a difenderlo dai bulli è la bella Shizuka Minamoto, una sua compagna di classe e il giovane, in segno di gratitudine, se ne innamora. Una notte, Nobita riceve la visita del suo pronipote Sewashi e del gatto robot Doraemon: i due sono venuti dal futuro per informarlo di ciò che avverrà: infatti lui si sposerà con Jaiko, la sorella minore di Gian, avranno una famiglia numerosa, ma dato che lui non riuscirà a trovare lavoro, fonderà una sua azienda che però verrà distrutta in un incendio e tutta la sua famiglia dovrà saldare molti debiti fino a rimanere povera. Nobita è sconvolto da ciò, ma Sewashi gli affida Doraemon affinché il suo futuro cambi; tuttavia il gatto robot è molto contrario, in quanto pensa che Nobita non combinerà granché con il suo aiuto.
A questo punto Sewashi programma Doraemon affinché possa rendere felice Nobita, e solo allora potrà ritornare nel futuro. Doraemon, con molta riluttanza, decide alla fine di occuparsi di Nobita e aiutarlo a fidanzarsi con Shizuka, così il suo futuro cambierà in meglio. Grazie a Doraemon e ai suoi cosiddetti chiusky, la vita di Nobita migliora molto: grazie alla Dokodemo porta non arriva più in ritardo a scuola; con il pane memorizzante riesce a prendere bei voti, ma così facendo si attira le ire di Gian; ma grazie al mantello dell'invisibilità riesce finalmente ad ottenere la sua agognata vendetta. Grazie ai chiusky, Nobita si fa subito amico di Shizuka ma anche incredibilmente, Gian e Suneo. Tuttavia Nobita scopre che Shizuka è corteggiata da Dekisugi, uno studente modello molto più intelligente e serio di lui. Per farla innamorare di sé senza alcun problema Nobita utilizza il cova amore, un grosso uovo in cui una persona che vi è dentro dopo quindici minuti, si innamora del primo che vede. Tuttavia Nobita vi fa entrare accidentalmente Gian e dopo la "schiusa" quest'ultimo diventa pazzo per Suneo, il quale era capitato lì per caso. Suneo, rendendosi conto che Gian è impazzito, fugge in preda al terrore.
Per rendere più sicura la sua idea, Nobita fa utilizzare a Doraemon la penna buco nero, grazie alla quale riesce a far cadere Shizuka dal vialetto della sua casa dentro il cova amore nella stanza di Nobita; tuttavia, mentre Nobita viene distratto da Suneo, che non riesce a staccarsi di dosso Gian, avendo capito che quello che è successo a Gian è opera di un chiusky di Doraemon, implora Nobita di nasconderlo in casa, finché Gian non tornerà in sé, ma Gian, ritrovato Suneo, lo porta via con sé, nonostante le proteste di Suneo di lasciarlo andare, lasciandolo scioccato dall'orrore. Dekisugi, il quale aveva accompagnato Shizuka, ma si era scordato di dirle qualcosa, finisce nella camera di Nobita proprio quando il cova amore si apre e Shizuka si innamora di lui tra lo sconforto di Nobita. Tuttavia, Dekisugi riesce a rompere in parte l'effetto del chiusky, in quanto anche lui è interessato a Shizuka, ma non per questo userebbe un chiusky per farla innamorare di sé. Nel vedere ciò, il morale di Nobita scende troppo in basso, ma Doraemon lo esorta a fare da solo mettendosi d'impegno.
Dopo aver fatto tornare in sé Gian e aver riportato a casa Suneo, Nobita, incoraggiato dalle parole del suo amico e volendo conquistare una volta per tutte il cuore di Shizuka, prende a studiare molto seriamente in vista del compito di matematica e in men che non si dica migliora molto, ma una volta a scuola, scopre che il compito è di grammatica e prende lo stesso un voto basso. Preso dalla disperazione, Nobita non può sopportare che Shizuka sposi un buono a nulla come lui, così decide di informarla tramite suo padre del suo addio verso di lei; ma la ragazza, che aveva sentito la conversazione, incontra Nobita per la strada per avere delle spiegazioni. Nobita, alla fine, con una pessima strategia, decide di farsi detestare da Shizuka alzandole la gonna. Per strada, incontra anche Dekisugi, al quale gli dice di badare bene a Shizuka. Tuttavia Shizuka, dopo aver parlato con Dekisugi e aver sentito il motivo della tristezza di Nobita da Gian e Suneo, decide di andarlo a trovare direttamente a casa sua. Ma Nobita è ancora preda della sua disperazione e, sentendo Shizuka, implora Doraemon di usare qualcosa per farla stare lontana da lei.
Il gatto alla fine cede, dandogli la pozione repulsione, grazie al quale Nobita sprigiona un fumo tossico, ma poiché l'ha bevuta tutta ora, tutti coloro che gli stanno nelle vicinanze si sentono male e si allontanano; e quel che è peggio è che la pozione repulsione, essendo stata bevuta tutta, ora è come un veleno mortale per Nobita. Ma Shizuka, facendosi forza contro l'effetto del chiusky, riesce a raggiungere Nobita, facendogli rigurgitare la pozione in bagno, e i due reinstaurano la loro amicizia. Quella sera, Doraemon fa una splendida sorpresa a Nobita: grazie a ciò che ha fatto, il futuro ha cominciato a cambiare, e gli mostra Shizuka da adulta mentre sculaccia il loro figlio, rivelando che Nobita riuscirà a sposarla. Tuttavia, Shizuka è ancora interessata a Dekisugi, e per questo il futuro di Nobita rimane incerto. Grazie alla tempo-visione vedono una parte del futuro, dove il Nobita adulto, raffreddato, rinuncia alla proposta di Shizuka di andare con lei a scalare una montagna; inoltre, vedono Shizuka che si è separata dal gruppo finendo dispersa, mentre il Nobita del futuro è a letto col raffreddore. Nobita, sconvolto da ciò che vede, decide di andare avanti nel tempo di quattordici anni insieme a Doraemon per salvarla.
Grazie al panno del tempo, Nobita diventa più grande (fingendosi in questo modo agli occhi di Shizuka il Nobita di quel tempo), e grazie alla Dokodemo porta riesce a trovarla sulla montagna (tuttavia senza contare questa volta sull'aiuto di Doraemon). Ma la neve comincia a coprire la porta dall'altro lato, impedendo ai due di ritrovarla; si riparano così in una caverna, e prima di svenire per il freddo, Shizuka confessa a Nobita di dire sì alla sua proposta di matrimonio. A quel punto, Nobita manda un messaggio al suo sé stesso futuro, affinché non si dimentichi dove si trova Shizuka e di andarli a salvare; con grande gioia di Nobita, il suo sé stesso riesce ad arrivare giusto in tempo e ritornano in città per mandare Shizuka all'ospedale. Risolte le cose, Nobita saluta il suo sé stesso futuro, dicendogli anche la risposta di Shizuka riguardo alla sua proposta, cosa che manda il Nobita del futuro in euforia. Raccontato tutto a Doraemon, i due, ora, vanno ancora avanti nel tempo fino al giorno del matrimonio tra lui e Shizuka, e vedono anche il Nobita del futuro andare (come sempre in ritardo) sul posto dell'evento, ma scoprono che si tratta del giorno precedente il matrimonio - infatti, Doraemon si è sbagliato nell'impostare la data. Scoprono, inoltre, che Gian e Suneo, benché siano rimasti gli stessi prepotenti di allora, sono diventati i migliori amici di Nobita insieme a Dekisugi, mentre Jaiko è diventata una famosa disegnatrice di manga.
Arrivati a casa di Shizuka, la trovano molto tesa, e grazie al raggio dell'onestà, grazie al quale Shizuka rivela al padre, ormai anziano, ciò che si tiene dentro, scoprono che lei non ha intenzione di sposarsi, perché non vuole staccarsi dalla sua famiglia, che l'ha sempre cresciuta con molto affetto, mentre lei ha fatto poco o niente per loro; ma suo padre le dice che con lei hanno passato una vita con momenti molto felici, e vorrebbero che lei lo fosse sempre, e che Nobita, per quanto sia una persona che non potrà raggiungere grandi obiettivi, è l'unico che le può regalare la felicità. Alla fine, consci che tutto si sia risolto per il meglio, Nobita e Doraemon ritornano nel loro tempo, dove Nobita promette a Shizuka di renderla sempre felice; lo stesso si potrebbe dire di lui, in quanto Nobita confessa a Doraemon di essere il bambino più felice del mondo. Ma le parole di Nobita attivano di nuovo il programma di Sewashi, il quale rammenta a Doraemon che, avendo concluso la sua missione, ora deve ritornare nel futuro entro quarantotto ore. Quando il gatto lo rivela a Nobita, il ragazzo si sente subito abbattuto, perché col tempo si era molto affezionato al gatto, e non vuole che se ne vada perche gli è anche grato di averlo aiutato a sposare Shizuka. Ma durante una rissa con Gian che lo tormenta per l'ennesima volta (alla quale, dopo molto tempo, assiste anche Doraemon), Nobita accetta la realtà e decide che se vuole vivere felice deve riuscire a cavarsela da solo.
In questo modo, non volendosi farsi mettere più i piedi in testa da nessuno, trova in sé la forza di opporsi e reagire, riuscendo, finalmente, a battere Gian tra lo stupore del bullo e di Doraemon. Quella notte, Doraemon ritorna nel futuro, lasciando nel cassetto di Nobita la foto di Shizuka adulta che sculaccia il loro futuro figlio e il ragazzo è ormai sicuro di essersi rifatto una vita. Un giorno, Suneo e Gian fanno rispettivamente uno scherzo a Nobita: quello di Gian è di aver visto Doraemon, ma alla fine confessa che quel giorno è il 1º aprile. Duramente offeso, Nobita ritorna a casa, e solo allora ricorda di una cosa che Doraemon gli aveva lasciato il suo ultimo dono: un dispositivo che gli invierà una sola volta un chiusky per l'attuale esigenza; il chiusky che gli arriva si rivela la pozione inverti bugie, grazie alla quale qualsiasi affermazione detta sarà una bugia, facendo accadere il contrario; in questo modo, Nobita si prende la sua rivincita su Gian che viene tormentato e portato via da sua madre che lo punisce fisicamente e Suneo che viene inseguito da un cane che lo morde. Tuttavia, lui sa che non potrà rivedere Doraemon, e dato che aveva ingerito la pozione, Doraemon ricompare dentro la sua stanza. A quel punto, Nobita non può far altro che esprimere tutta la gioia che prova a Doraemon, dicendo tutto il contrario di quello che pensa, questo finché l'effetto della pozione inverti bugie non finisce. Nei titoli di coda, durante la canzone di sottofondo si vedono i Bloopers, e poi si torna dove il film si era interrotto con Nobita, Gian, Suneo e Shizuka che festeggiano il ritorno di Doraemon.

## Colonna sonora
La colonna sonora di Doraemon - Il film, ad eccezione della sigla utilizzata per i titoli di coda, è stata composta da Naoki Sato.
| N°                   | Titolo giapponese                    | Traduzione italiana                                           | Durata | Autore        |
| -------------------- | ------------------------------------ | ------------------------------------------------------------- | ------ | ------------- |
| 1                    | Nobita no Ichinichi                  | La giornata tipo di Nobita                                    | 2:13   | Naoki Sato    |
| 2                    | STAND BY ME Doraemon - Opening Title | Doraemon - Il film: Titoli di apertura                        | 1:09   | Naoki Sato    |
| 3                    | Boku, Doraemon                       | Io sono Doraemon!                                             | 0:54   | Naoki Sato    |
| 4                    | Takecopter                           | Ecco il copter!                                               | 2:48   | Naoki Sato    |
| 5                    | Yojigen Pocket                       | Il gattopone                                                  | 3:25   | Naoki Sato    |
| 6                    | Surikomi Tamago                      | Il cova-amore                                                 | 1:14   | Naoki Sato    |
| 7                    | Suneo Love                           | Gian si innamora di Suneo                                     | 0:48   | Naoki Sato    |
| 8                    | Sakusen Shippai                      | Un tentativo fallito                                          | 1:13   | Naoki Sato    |
| 9                    | Shitsuren?                           | Un cuore spezzato?                                            | 2:02   | Naoki Sato    |
| 10                   | Benkyou                              | Nobita studia per la verifica di matematica                   | 1:01   | Naoki Sato    |
| 11                   | Test no Kekka                        | I risultati della verifica                                    | 2:00   | Naoki Sato    |
| 12                   | Sayounara, Shizuka-chan              | Addio, Shizuka!                                               | 3:53   | Naoki Sato    |
| 13                   | Mushisukan                           | La pozione-repulsione                                         | 2:02   | Naoki Sato    |
| 14                   | Boku no Mirai                        | Il mio futuro                                                 | 2:59   | Naoki Sato    |
| 15                   | Nobita Seinen                        | Ritorno al presente                                           | 2:11   | Naoki Sato    |
| 16                   | Todoke, Kono Kioku!                  | Nobita, ricordati di questo momento!                          | 1:55   | Naoki Sato    |
| 17                   | Tomodachi                            | Amici per sempre                                              | 2:55   | Naoki Sato    |
| 18                   | Mirai Hikou                          | Di nuovo nel futuro                                           | 1:37   | Naoki Sato    |
| 19                   | Kekkon Zen'ya                        | La notte di Nobita prima del matrimonio                       | 2:59   | Naoki Sato    |
| 20                   | Doraemon no Namida                   | Le lacrime di Doraemon                                        | 1:31   | Naoki Sato    |
| 21                   | Yakusoku                             | Una promessa per Doraemon                                     | 4:10   | Naoki Sato    |
| 22                   | Saikai ~Uso 800 no Kiseki~           | Di nuovo insieme! - Il miracolo della "pozione inverti bugie" | 1:57   | Naoki Sato    |
| 23                   | Himawari no Yakusoku                 | La promessa del girasole                                      | 5:17   | Motohiro Hata |
| DURATA TOTALE: 52:13 |                                      |                                                               |        |               |

### Altri arrangiamenti
In alcune nazioni, fra cui non l'Italia, la canzone finale è stata arrangiata e cantata da altri artisti, ma sempre composta da Motohiro Hata.
L'arrangiamento di Hong Kong e della Cina segue quello giapponese, mentre quello spagnolo è totalmente differente.
| Nazione   | Lingua    | Titolo                                      | Durata | Cantante                                  | Autore        |
| --------- | --------- | ------------------------------------------- | ------ | ----------------------------------------- | ------------- |
| Spagna    | Inglese   | Stand by me                                 | 2:48   | Fiver                                     | Motohiro Hata |
| Hong Kong | Cantonese | Fèng Xiàn (奉獻)                            | 2:51   | Mag Lam, Lil' Ashes, Phil Lam e Hubert Wu | Motohiro Hata |
| Cina      | Cinese    | The appointment of sunflower (向日葵的约定) | 4:54   | Joshua                                    | Motohiro Hata |

## Distribuzione

### Distribuzione nel mondo
Nella tabella sono presenti i paesi che hanno distribuito Doraemon - Il film, con accanto il titolo dato ed eventuali informazioni sulla distribuzione (con approfondimenti in nota). 
| Informazioni generali | Informazioni generali          | Distribuzione         | Distribuzione     | Distribuzione   | Distribuzione   |
| Paese                 | Nome assegnato                 | Data di distribuzione | Cinema            | Home video      | 1a TV           |
| --------------------- | ------------------------------ | --------------------- | ----------------- | --------------- | --------------- |
| Giappone              | STAND BY ME ドラえもん         | 8 agosto 2014         | Toho              | Pony Canyon     | non disponibile |
| Stati Uniti           | Stand by Me Doraemon           | 24 ottobre 2014       | Non disponibile   | Non disponibile | Non disponibile |
| Italia                | Doraemon - Il film             | 6 novembre 2014       | Lucky Red         | Lucky Red       | Sky Cinema      |
| Russia                | Дораэмон: Останься со мной     | 10 dicembre 2014      | Non disponibile   | Non disponibile | Non disponibile |
| Vietnam               | Doraemon Đôi bạn thân          | 12 dicembre 2014      | Non disponibile   | Non disponibile | K + NS          |
| Singapore             | Doraemon 3D: Stand by Me       | 18 dicembre 2014      | Non disponibile   | Non disponibile | Non disponibile |
| Indonesia             | titolo non disponibile         | 18 dicembre 2014      | Non disponibile   | Non disponibile | Non disponibile |
| Taiwan                | STAND BY ME 哆啦A夢            | 19 dicembre 2014      | Non disponibile   | Non disponibile | Non disponibile |
| Spagna                | Quédate conmigo, Doraemon      | 19 dicembre 2014      | Luk Internacional | Non disponibile | Non disponibile |
| Cambogia              | titolo non disponibile         | 25 dicembre 2014      | Non disponibile   | Non disponibile | Non disponibile |
| Thailandia            | โดราเอมอน เพื่อน กันตลอดไป        | 31 dicembre 2014      | Non disponibile   | Non disponibile | Non disponibile |
| Malaysia              | titolo non disponible          | 29 gennaio 2015       | Non disponibile   | Non disponibile | Non disponibile |
| Corea del Sud         | STAND BY ME 도라에몽           | 12 febbraio 2015      | Non disponibile   | Non disponibile | Non disponibile |
| Hong Kong             | STAND BY ME:多啦A夢 3D         | 19 febbraio 2015      | Non disponibile   | Non disponibile | Non disponibile |
| Cina                  | 哆啦A梦：伴我同行              | 28 maggio 2015        | Non disponibile   | Non disponibile | Non disponibile |
| Filippine             | STAND BY ME Doraemon           | 17 giugno 2015        | VIVA              | Non disponibile | Non disponibile |
| Turchia               | Doraemon                       | 11 settembre 2015     | Non disponibile   | Non disponibile | Non disponibile |
| Arabia Saudita        | The Doraemon Movie             | 17 dicembre 2015      | VOX Distribution  | Non disponibile | Non disponibile |
| Belgio                | titolo non disponibile         | 6 febbraio 2016       | Non disponibile   | Non disponibile | Non disponibile |
| Kuwait                | titolo non disponibile         | 11 febbraio 2016      | Non disponibile   | Non disponibile | Non disponibile |
| India                 | Doraemon The film: Stand By Me | 19 giugno 2016        | Non disponibile   | Non disponibile | Hungama TV      |

Il progetto iniziale prevedeva che Doraemon - Il film fosse distribuito in 59 stati, ma ad oggi, il film è stato distribuito solo in 19 stati. Si deve considerare comunque che nel progetto iniziale erano inclusi anche stati minori (fra cui, ad esempio, Monaco, il Vaticano e San Marino), che de facto, vengono assimilati a stati principali (seguendo l'esempio, l'Italia) e quindi non considerati in tabella.
Riguardo al Giappone, un sondaggio web ha riportato che il 20,4% degli spettatori erano bambini e ragazzi, il 21,5% aveva fra i 20 e i 30 anni, il 20,4% aveva fra i 30 e i 40 anni, il 20,4% aveva oltre 40 anni. Inoltre, all'incirca il 47% degli spettatori erano maschi, mentre il 53% era composto da femmine. Un altro dato interessante è che l'88,4% degli spettatori ha pianto nel vedere il film.

### Distribuzione in Italia
Doraemon - Il film è stato distribuito al cinema da Lucky Red il 6 novembre 2014. Sempre al cinema, ci furono comunque delle anteprime a livello nazionale il 1º e il 2 novembre.
La distribuzione avvenne con la collaborazione di Boing (che trasmetteva da tempo la serie animata), MTV e Sky Cinema. Queste emittenti, infatti, trasmisero in televisione come anteprima i primi dieci minuti del film. Risulta essere il terzo film anime per incassi in Italia, dopo Capitan Harlock e il primo film di Pokémon.
| Tabella delle anteprime | Tabella delle anteprime | Tabella delle anteprime |
| Canale                  | Data                    | Orario                  |
| ----------------------- | ----------------------- | ----------------------- |
| Boing                   | 5 novembre 2014         | 19:50                   |
| Sky 3D                  | 6 novembre 2014         | 20:50                   |
| Sky Cinema Family HD    | 6 novembre 2014         | 20:50                   |
| MTV                     | 6 novembre 2014         | 21:10                   |

Lucky Red si è inoltre occupata della distribuzione di Doraemon - Il film in DVD e Blu-ray, disponibili dal 26 marzo 2015.
La prima visione sulla TV italiana avvenne invece il 22 dicembre 2015, quando Sky Cinema Family HD e Sky 3D trasmisero il film in contemporanea.

#### Taglines
Doraemon - Il film ha avuto due taglines, di cui la seconda è maggiormente conosciuta rispetto al primo.
(Tagline italiana del film #1 (trailer))
(Tagline italiana del film #2 (locandina e DVD))

## Riconoscimenti
- 2015 - Awards of the Japanese Academy
  - Miglior film d'animazione
- 2015 - Tokyo Anime Award
  - Premio d'eccellenza
  - Candidatura Miglior film d'animazione
- 2015 - Premio Gopo
  - Candidatura Miglior film straniero

## Sequel
Il 12 dicembre 2019 è stato annunciato un sequel con il ritorno di Ryūichi Yagi e Takashi Yamazaki come registi e con Yamazaki a scriverne la sceneggiatura. Originariamente era previsto che uscisse il 7 agosto 2020 ma a causa della pandemia del COVID-19 l'uscita è stata posticipata. Il film è uscito quindi in Giappone il 20 novembre 2020 e in italia su Boomerang nell'11 settembre 2021, per poi essere distribuito su Netflix il 24 dicembre dello stesso anno.